# Michael Wex
Michael Wex (* 12. September 1954 in Lethbridge, Alberta, Kanada) ist kanadischer Schriftsteller, Entertainer und einer der weltweit renommiertesten Jiddischisten. Michael Wex lebt in Toronto.

## Leben
Er wurde 1954 als Sohn emigrierter polnischer Juden in Kanada geboren und wuchs zweisprachig (Jiddisch und Englisch) auf. Sein Vater kämpfte während des Zweiten Weltkrieges mit der kanadischen Armee in Europa. Wex wurde religiös aufgezogen und erlebte das gesamte Spannungsfeld einer orthodoxen osteuropäisch-jüdischen Erziehung in Nordamerika, eine Erfahrung, die er in zwei Romanen aufarbeitete. Er wurde stand-up comedian und Professor, auf beiden Gebieten alljährlich mit großem Erfolg bei „KlezKamp: The Yiddish Folk Arts Program“ beschäftigt. Seit 1993 arbeitet er innerhalb des von beiden gegründeten GOLUS STORYTHEATRE (TORONTO-BERLIN) mit dem Musiker und Übersetzer Heiko Lehmann zusammen. Aus dieser Zusammenarbeit resultieren zwei deutschsprachige Buchveröffentlichungen, mehrere Theaterstücke und eine CD. Darüber hinaus arbeitet Wex regelmäßig als Texter und Übersetzer für diverse amerikanische und kanadische Klezmer-Kapellen. Mit seinem 2005 in New York erschienenen Buch "Born To Kvetsh" schaffte er es in die amerikanischen Bestseller-Listen.

## Werke
Sein Werk umfasst Romane, Theaterstücke, Übersetzungen (aus dem Jiddischen, Hebräischen und Aramäischen; Wex hat die einzig autorisierte jiddische Fassung der Dreigroschenoper geschaffen) und akademische Schriften.

### Romane
- Shlepping the Exile. Mosaic, Oakville (Ontario) 1992, ISBN 978-0-88962-542-6; St Martin's Press, New York 2014
  - Übers. Heiko Lehmann (gleicher Titel). Ricco Bilger, Zürich 1998, ISBN 3-908010-35-7
- The Adventures of Micah Mushmelon, Boy Talmudist. Quattro, Toronto 2007, ISBN 0-9782806-2-8
  - Übers. Heiko Lehmann: Die Abenteuer des Micah Mushmelon, kindlicher Talmudist. Verlag Klaus Wagenbach, Berlin 2005, ISBN 3-8031-2505-7
- The Frumkiss Family Business. A Megilla in 14 Chapters. Alfred Knopf Canada, Toronto 2010, ISBN 0-307-39776-9; TB 2011

### Linguistik
- Born To Kvetch: Yiddish Language and Culture in All Its Moods St. Martin's Press, NY 2005, ISBN 0-312-30741-1
- Just Say Nu: Yiddish for Every Occasion (When English Just Won't Do) St. Martin's Press, NY 2007, ISBN 0-312-36462-8
- How to be a Mentsh (and not a Shmuck). Secrets of the good life from the most unpopular people on earth. HarperCollins, NY 2009, ISBN 0-06-177111-2
  - In Französisch: Comment se comporter en mentsch et pas en shmok. Denoel, Paris ISBN 2-207-10922-4

### Stücke
- God in Paris (Wie Gott in Paris)
- Sex in Yiddish (Sex in Jiddisch)
- Judenverwolkung or Meshiekh's Tsaytn. (Judenverwolkung oder Meschiechs Zeiten)
- I Just Want To Jewify (The Yiddish Revenge On Wagner)